# Piotr Kowalski (rzeźbiarz)
Piotr Kowalski (ur. 2 marca 1927 we Lwowie, zm. 7 stycznia 2004 w Paryżu) – francuski rzeźbiarz, architekt i urbanista pochodzenia polskiego, działający na terenie Francji.

## Życiorys
Piotr Kowalski opuścił Polskę w roku 1946 w wieku 19 lat. Po wyjeździe z Polski mieszkał w Szwecji, w Brazylii, w USA i we Francji.
W roku 1946 pracował w Brazylii u architekta krajobrazu Roberto Burle Marxa.
Studiował w architekturę a także fizykę i matematykę u Norberta Wienera w Massachusetts Institute of Technology w Cambridge (Massachusetts) (USA) oraz w Getyndze. Po ukończeniu studiów 1952 pracował w ciągu roku w biurze architekta Ieoh Ming Pei w New York City. W roku 1953 zamieszkał w Paryżu i pracował tam jako architekt. W latach pięćdziesiątych zajął się także rzeźbą oraz urbanistyką. Na zaproszenie Marcela Breuera uczestniczył w realizacji budynku UNESCO w Paryżu. W roku 1955 założył własna pracownię projektową.
W roku 1961 wygrał konkurs na budynek dworca kolejowego w Tunisie.
W roku 1972 wystawił swoje rzeźby w Kassel na wystawie Documenta 5.
W latach 1978–1985 prowadził pracownię w Center for Advanced Visual Studies w Massachusetts Institute of Technology jako stypendysta Fundacji Rockefellera.
Od lat siedemdziesiątych zajmował się tworzeniem kompozycji przestrzennych, m.in. Porte Sud i Place Pascal w paryskiej dzielnicy La Défense, oraz Axe de la Terre (Oś Ziemi) nad brzegiem Dunaju w Linzu w Austrii, której poszczególne elementy przemieszczają się pod wpływem zmian temperatury.
W latach osiemdziesiątych wykonał szereg projektów urbanistycznych w Korei Południowej i Japonii, m.in. dla Tokio i Kioto.